# Johannes Schiller
Johannes Schiller (* 8. November 1854 in Passenheim in Ostpreußen; † 10. Dezember 1927 in Berlin) war ein deutscher Klavierbauer mit Sitz in Berlin und einem Sägewerk an der Havel bei Neubrück.

## Leben und Firmengeschichte
Schiller wuchs als Sohn eines Tischlermeisters in Passenheim auf und absolvierte dort eine Lehre zum Möbeltischler. Beide Elternteile verstarben früh. Als junger Tischlergeselle sammelte Schiller Berufserfahrung und landete Anfang der 1870er Jahre in der Pianofabrik von Wilhelm Hartmann (Klavierbauer) in Berlin-Kreuzberg, wo er sich umfangreiche Kenntnisse im Klavierbau erwarb. 1884 gründete Schiller eine eigene kleine Klavierbau-Firma, zuerst in der Skalitzer Straße in Berlin-Kreuzberg, dann in der Großen Hamburger Straße in Berlin-Mitte. Schließlich bezog der Instrumentenmacher ein Fabrikgebäude nur zwei Straßen weiter in der Joachimstraße 11, mit Zugang über die Rosenthaler Straße 5, wo sich auch Verkaufsräume befanden.

## Neubrück bei Hennigsdorf
1903 erwarb Johannes Schiller ein Wiesengrundstück von Werner von Veltheim, dem nicht nur das Gut Schönfließ und große Flächen in Glienicke gehörten, sondern auch das Rittergut Stolpe mit dem bis an die Havel reichenden Waldgebiet Stolper Heide. Das Grundstück war etwa 20.000 Quadratmeter groß und lag direkt an der Havel, Hennigsdorf gegenüber. Die Havel war Grenze zwischen Hennigsdorf im Kreis Osthavelland und dem Gutsbezirk Stolpe im Kreis Niederbarnim. Da die Havel dort früher stark mäandrierte und zwischenzeitlich begradigt wurde, gehörten kleine Flächen direkt an der Havel auch zu Hennigsdorf.

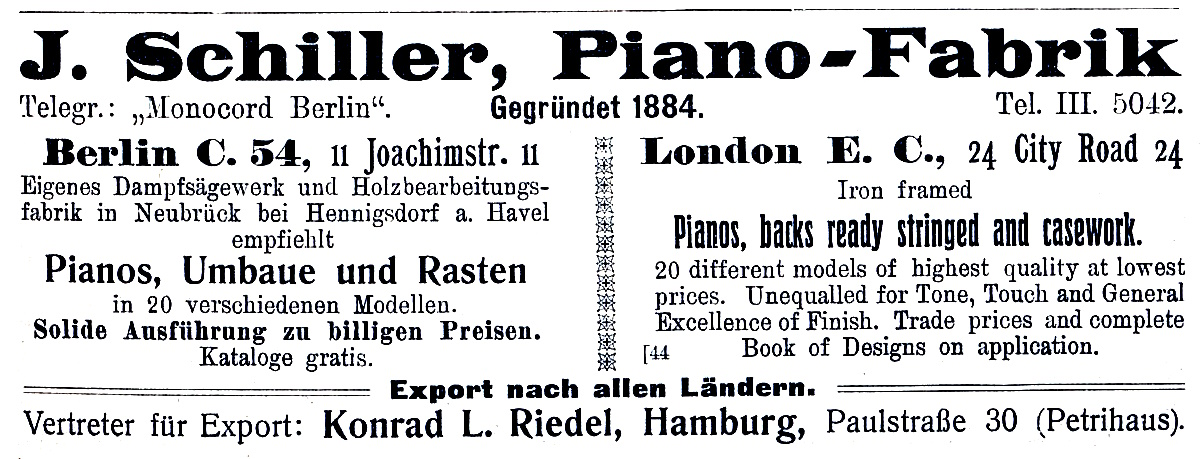
Werbeannonce im Welt-Adreßbuch der gesamten Musikinstrumenten-Industrie, 1912

1904 begann die Bebauung des Grundstücks. Schiller ließ das Grundstück teilweise erhöhen, weil es sehr tief lag und nass war, und ließ ein Dampfsägewerk und ein Fabrikgebäude für den Klavier-Rohbau (Rahmen, Rasten) errichten. Das Holz hierfür kam aus Schillers Heimat Ostpreußen und wurde auf dem Wasserweg bis nach Neubrück geflößt. Es entstand außerdem ein langgestrecktes zweigeschossiges Wohngebäude mit 22 Wohnungen für Arbeiter und deren Familien. Viele Instrumente wurden ins Ausland exportiert, vor allem in die USA und nach Südamerika. Insgesamt wurden schließlich über 50.000 Klaviere und Pianos gebaut. 1916 vernichtete ein Schadenfeuer Gebäude und Holzvorräte. Dies, der Krieg, die Kriegsfolgen und die Inflation ließen Produktion und Verkauf bis Ende 1923 stagnieren.

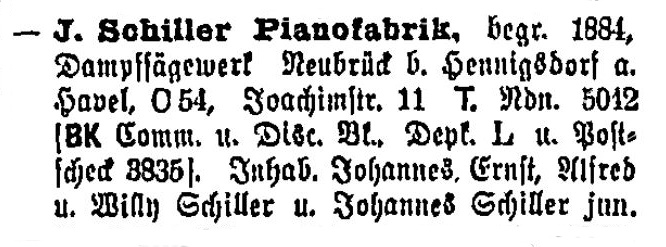
Eintrag im Adressbuch von Berlin 1920

Schiller gehörte der Brüdergemeinde an, einer Freikirche, und ließ im Wohnhaus auf dem Firmengelände einen Betsaal einrichten. Er war verheiratet, seine vier Söhne Ernst, Alfred, Wilhelm (Willy) und Johannes Junior (Hans) wurden bereits 1919 Teilhaber der Pianofabrik und arbeiteten in der Firma.

## Nach 1927

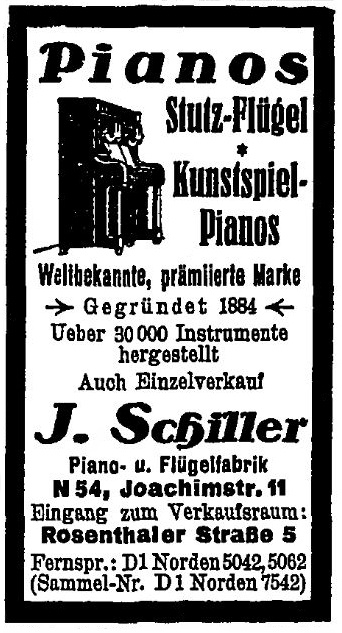
Werbeannonce von 1930, Adressbuch Berlin

Nach dem Tod von Johannes Schiller 1927 machte die Weltwirtschaftskrise dem Betrieb zu schaffen, es wurden auch Möbel hergestellt. In den 1930er Jahren spezialisierte sich die Firma auf die Herstellung von Teilen für den Klavierbau (Rasten, Umhaue, Rahmen, Konsolen, Klappen, Klaviaturen, Mechaniken, Resonanzböden u. a. m.). Vor allem die Söhne Willy und Hans führten den Betrieb schließlich weiter. Im November 1943 wurde das Betriebsgelände in Neubrück durch einen Notabwurf eines alliierten Bombers schwer getroffen, am Kriegsende im April 1945 kam es unmittelbar an den Brücken und in der Umgebung der Pianofabrik in Neubrück zu Kämpfen mit Toten und Verletzten. Die Brücken wurden von Wehrmacht und Volkssturm gesprengt und die Schiller´schen Holzvorräte von der Roten Armee für den Bau einer Behelfsbrücke benutzt. Die Bewohner flohen nach Frohnau, konnten aber nach einigen Tagen zurückkehren. Nach 1945 lagen sowohl die Produktionsstätte in Berlin-Mitte als auch das Sägewerk in Neubrück in der sowjetischen Besatzungszone, die Produktion wurde nicht wieder aufgenommen. Der VEB Pianofortefabrik Sangerhausen stellte in den 1970er bis zur Wende Klaviere und Pianos unter dem Namen J. Schiller her.

## Nachweise
1. ↑   Amtsblatt der königlichen Regierung zu Potsdam, 26. März 1907, nachträglich nachgesuchte deichpolizeiliche Genehmigung
2. ↑   Sterbeurkunde Standesamt Berlin Nr. 1791/1927

| Personendaten    | Personendaten          |
| ---------------- | ---------------------- |
| NAME             | Schiller, Johannes     |
| KURZBESCHREIBUNG | deutscher Klavierbauer |
| GEBURTSDATUM     | 8. November 1854       |
| GEBURTSORT       | Passenheim             |
| STERBEDATUM      | 10. Dezember 1927      |
| STERBEORT        | Berlin                 |